# International Accreditation Council for Business Education
De International Accreditation Council for Business Education (IACBE), voorheen de International Assembly for Collegiate Business Education, is een internationaal agentschap voor onderwijsaccreditatie in Olathe, Kansas, voor hogescholen en universiteiten met bedrijfsmatige studies. Ze is erkend door de CHEA als een programmatische accreditatieorganisatie, en door het INQAAHE.
De IACBE accrediteert opleidingen op het niveau van associate, bachelor, master en doctor. Er zijn instituten uit meer dan twintig landen bij aangesloten. Voorbeelden zijn de FHR School of Business in Suriname en het Institut supérieur de gestion in Frankrijk.
De organisatie werd in 1997 opgericht door John L. Green, die eerder al de Accreditation Council for Business Schools and Programs oprichtte. Hij ging medio 2011 met pensioen en werd in de leiding opgevolgd door Dennis N. Gash, de voormalig associate professor in Economie van het Jamestown College.